# Pierre Olivier Joseph Coomans

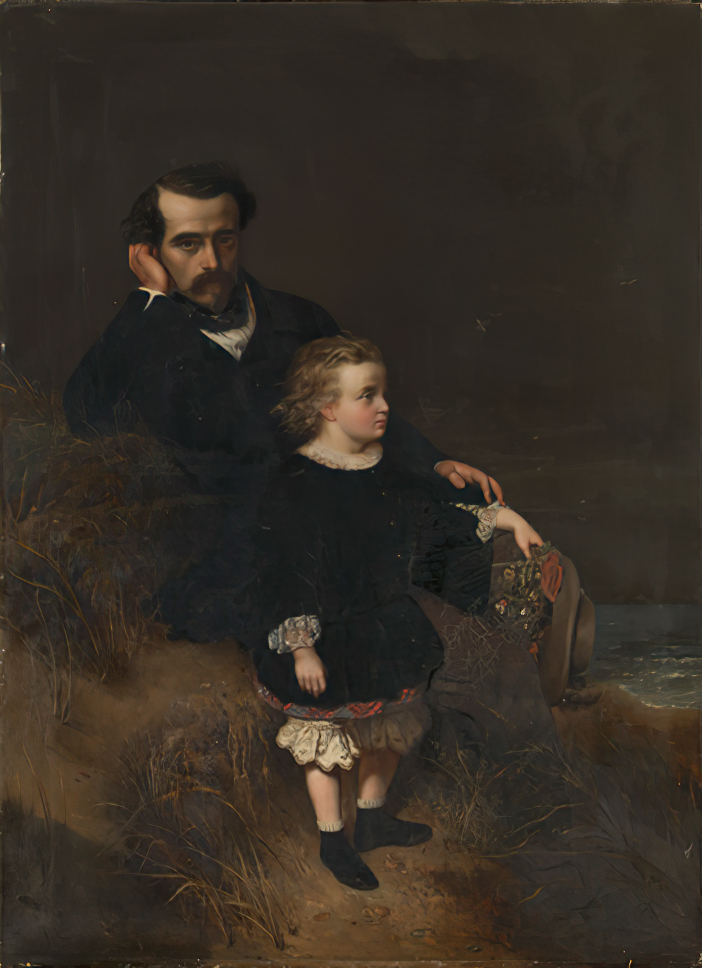
Zelfportret met zoon Oscar

(Pierre Olivier) Joseph Coomans (Brussel, 28 juni 1816 - Boulogne-sur-Seine, 31 december 1889) was een Belgisch kunstschilder, bekend voor zijn historische schilderijen, zijn genrestukken en zijn landschappen. Hij schilderde ook portretten en illustreerde boeken.

## Levensloop

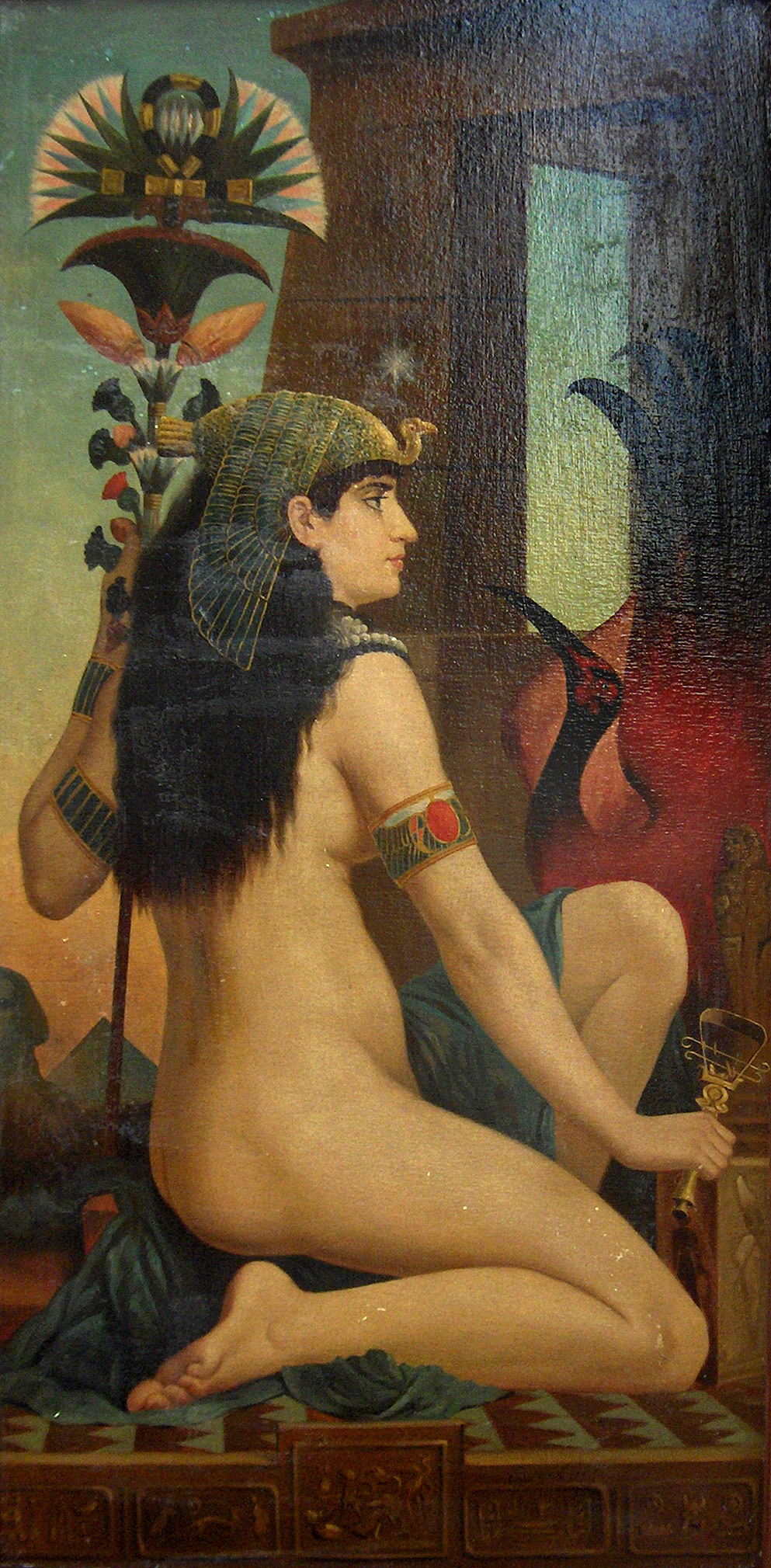
Cléopâtre, 1877

Coomans volgde de lessen aan de kunstacademies van Gent en Antwerpen en ondervond er de invloed van Nicaise De Keyser, Gustave Wappers en Pieter Van Hanselaere.
Hij trok mee als tekenaar van de gebeurtenissen met het Franse leger in Algerije (1843-1845). Hij reisde ook in Italië, Griekenland en Turkije. Hij verbleef in Napels van 1856 tot 1860, waar de antieke wereld hem beïnvloedde. Vaak plaatste hij historische taferelen in het kader van Pompeii. Na 1860 ging hij in Parijs wonen. Hij nam regelmatig deel aan de Parijse Salons en reisde vaar de Verenigde Staten in 1888-1889 waar hij in Philadelphia en New York verbleef en portretten schilderede. 
Hij was de zoon van de inspecteur van de registratie en domeinen Josse Joseph Coomans en de broer van Jean-Baptiste Coomans, vooraanstaand politicus in het 19de-eeuwse België. Hij trouwde met Zoé van Male de Brachene (1807-1848) en hertrouwde met Adelaïde Lacroix (1838-1884). Uit het eerste huwelijk had hij Oscar-Jean Coomans (1848-1884) en uit het tweede twee dochters, Diana (1861-1952) en Heva (1860-1939), aan wie hij het schilderen aanleerde.
In zijn tijd was Joseph Coomans bijzonder populair, niet alleen bij de Europese amateurs maar ook en vooral in de Verenigde Staten. 
Twee van zijn broers waren eveneens kunstenaars: Auguste Coomans (schilder) en Charles Coomans (houtsnijder).

## Werken in musea en kustcollecties
- Zelfportret van de kunstschilder met zijn zoon Oscar, 1852, Koninklijke Musea voor Schone Kunsten van België, Brussel, Inv. 12524
- Bataille d'Ascalon, 1842, Koninklijk Paleis van Brussel
- Soumission des tribus arabes, 1844, Koninklijk Paleis van Brussel
- Scène de moeurs arabes. Fête, 1846, Koninklijk Paleis van Brussel
- Les premiers pas, Staatsgalerie Stuttgart
- De beker der vriendschap, 1875, Koninklijke Musea voor Schone Kunsten van België, Brussel, Inv. 2648.

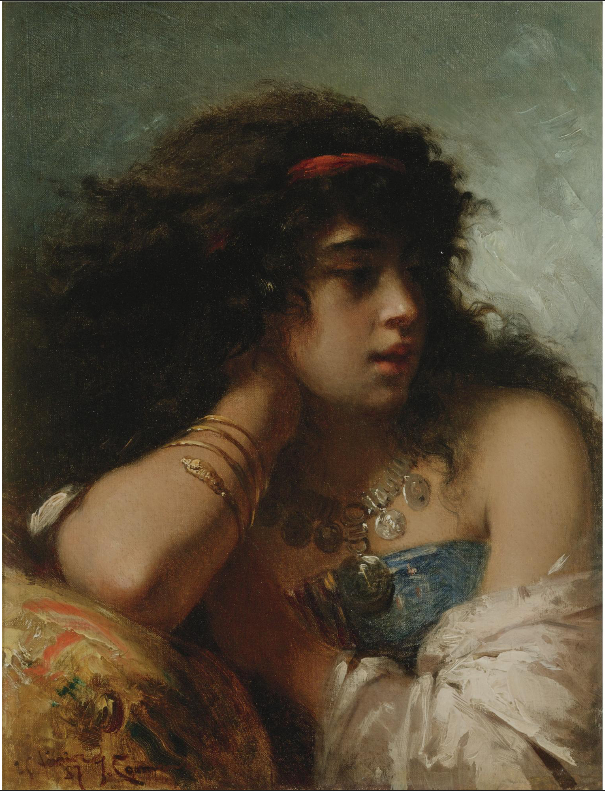
Odalisque
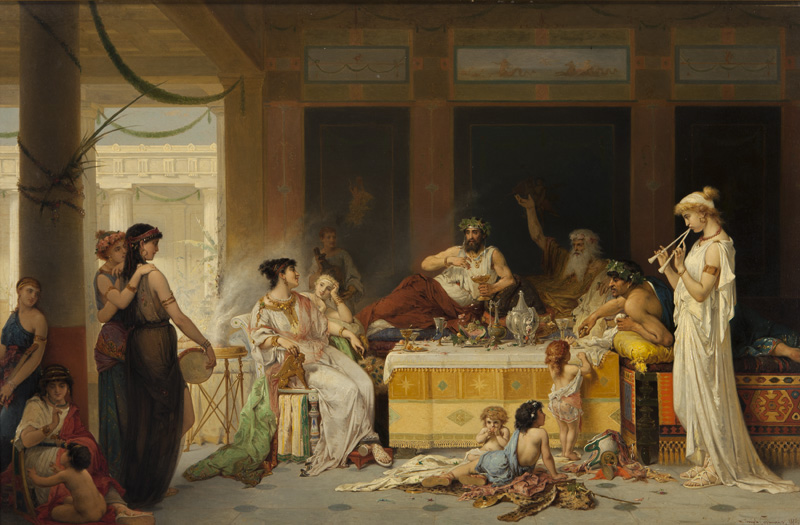
Banquet romain
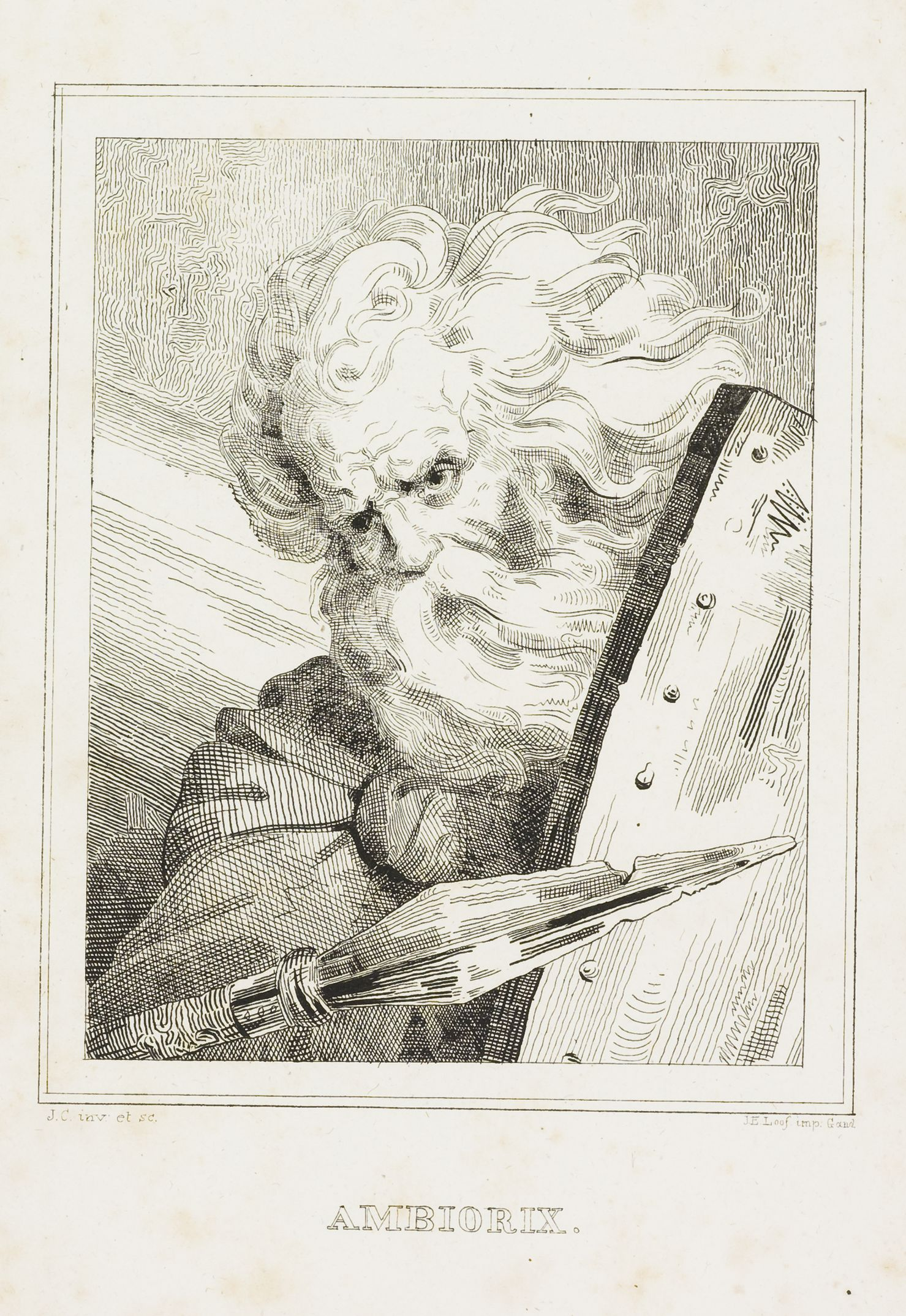
Ambiorix